# بيير ألبرتيني
بيير ألبرتيني هو سياسي فرنسي، ولد في 22 نوفمبر 1944 في باتنة في الجزائر. نشط حزبياً في الاتحاد من أجل الديمقراطية الفرنسية.

## مناصب
- انتخب mayor of Rouen ‏ (18 مارس 2001 – 21 مارس 2008).
- انتخب نائب فرنسي عن دائرة Seine-Maritime's 2nd constituency [الإنجليزية]‏ خلال فترته النيابية  [لغات أخرى]‏ (19 يونيو 2002 – 19 يونيو 2007).
- انتخب نائب فرنسي عن دائرة Seine-Maritime's 2nd constituency [الإنجليزية]‏ خلال فترته النيابية  [لغات أخرى]‏ (12 يونيو 1997 – 18 يونيو 2002).
- انتخب عضو مجلس جهوي ‏.
- انتخب نائب فرنسي عن دائرة Seine-Maritime's 2nd constituency [الإنجليزية]‏ خلال فترته النيابية  [لغات أخرى]‏ (2 أبريل 1993 – 21 أبريل 1997).